# Миллер, Барри (актёр)
Барри Л. Миллер (англ. Barry L. Miller; род. 6 февраля 1958, Лос-Анджелес, Калифорния, США) — американский актёр.

## Биография
Миллер родился 6 февраля 1958 года в Лос-Анджелесе, штат Калифорния, в семье актёра, режиссёра и писателя Сидни Миллера и агента Айрис Бертон. Его бывшая мачеха — актриса Дороти Грин.
С 1971 года сыграл около 40 ролей в кино и на телевидении. Лауреат бродвейской премии «Тони» 1985 года в номинации «Лучший актёр второго плана» за исполнение роли Арнольда Эпштейна в постановке «Билокси блюз». Номинант на «Золотой глобус» 1991 года в категории «Лучшая мужская роль второго плана» за сериал «Закон для всех».

## Фильмография
| - Уолтоны (1973) (TV) - Brock’s Last Case (1973) (TV movie) - Шазам! (1974/1975) (TV) - Joe and Sons (1975—1976) (TV series) - Лепке (1975) - Адам-12 (1975) (TV) - The Secrets of Isis (1976) (TV) - Появление детей (1976) (TV) - Смерть Ричи (1977) (TV) - Szysznyk (1977) (TV) - Лихорадка субботнего вечера (1977) - Чудо-женщина (1979) (TV) - Voices (1979) - Слава (1980) - Избранные (1981) | - King of America (1982) (TV) - Сосед по комнате (1985) (TV) - Путешествие Нэтти Ганн (1985) - Пегги Сью вышла замуж (1986) - Conspiracy: The Trial of the Chicago 8 (1987) (TV movie) - Сицилиец (1987) - Последнее искушение Христа (1988) - Любовь крупным планом (1990) - Закон для всех (1990) (TV) - Огурец (1993) - Любовная история (1994) - Полиция Нью-Йорка (1994) (TV) - Без изъяна (1999) - Дьявол и Дэниэл Уэбстер (2004) |